# Симадер, Сабрина
Сабрина Ванджику Симадер (англ. Sabrina Wanjiku Simader; 13 апреля 1998, Килифи) — кенийская горнолыжница, первая представительница своей стране в Кубке мира и на чемпионате мира.

## Биография
Сабрина Симадер родилась в 1998 году в кенийском городе Килифи на берегу Индийского океана. Когда ей было два года родители Сабрины развелись, а после этого мать вышла замуж за австрийца и вместе с дочерью переехала в Шладминг.
В Австрии приемный отец Йозеф Симадер научил Сабрину кататься на горных лыжах и стал её первым тренером.
В 2014 году Сабрина Симадер была зарегистрирована FIS в качестве первой кенийской горнолыжницы. В том же году Сабрина начала участвовать в международных соревнованиях, в основном в странах центральной Европы.
В 2016 году Симадер была единственным представителем Кении на Юношеских Олимпийских играх в норвежском Лиллехаммере. Она принимала участие в четырёх видах программы (за исключением скоростного спуска) и лучший результат (20-е место) показала в суперкомбинации, опередив по чистому времени четырёх горнолыжниц, а также нескольких дисквалифицированных спортсменок. На всех соревнованиях её поддерживал единственный кениец-участник зимних Олимпиад, лыжник Филип Бойт.
7 января 2017 года кенийская спортсменка дебютировала в Кубке мира в гигантском слаломе на этапе в словенском Мариборе. Там она показала последний результат среди финишировавших спортсменок и заняв 61-е место не прошла во вторую попытку.
Спустя месяц Симадер дебютировала на чемпионате мира. В первом виде программе — супергиганте он заняла 39-е место, став последней из финишировавших.

## Результаты

### Олимпийские игры
| Олимпийские игры | Скоростной спуск | Супергигант | Гигантский слалом | Слалом | Комбинация | Команды |
| ---------------- | ---------------- | ----------- | ----------------- | ------ | ---------- | ------- |
| 2018 Пхёнчхан    | —                | 38          | DNF2              | —      | —          | —       |

### Чемпионаты мира
| Чемпионат мира         | Скоростной спуск | Супергигант    | Гигантский слалом | Слалом         | Комбинация     | Команды        | Паралл. гигантский слалом |
| ---------------------- | ---------------- | -------------- | ----------------- | -------------- | -------------- | -------------- | ------------------------- |
| 2017 Санкт-Мориц       | —                | 39             | 60                | 50             | —              | —              | н/д                       |
| 2019 Оре               | не участвовала   | не участвовала | не участвовала    | не участвовала | не участвовала | не участвовала | не участвовала            |
| 2021 Кортина-д’Ампеццо | —                | DSQ            | —                 | —              | —              | —              | —                         |
| 2023 Мерибель          | 26               | 31             | —                 | —              | —              | —              | —                         |
| 2025 Зальбах           | 28               | DSQ            | —                 | —              | —              | —              | н/д                       |